# Scelolophia formosa
Scelolophia formosa là một loài bướm đêm trong họ Geometridae.